# 일본 제국 해군
대일본제국 해군(일본어: 大日本帝国海軍 다이닛폰테이코쿠카이군[*],영어: Imperial Japanese Navy; IJN), 통칭 일본 제국 해군(日本帝国海軍) 혹은 줄여서 일본 해군(日本海軍)은 1869년부터 1947년까지 존재한 일본 제국의 해군이다. 1869년 창설되었으며, 1947년에 일본국 헌법의 부전 조항에 의하여 국제적 분쟁의 해결수단으로 무력 사용을 포기함으로써 해체되었다. 1920년대까지는 영국, 미국에 이은 세계 3위 규모를 자랑하였으며, 항공기와 함대로부터의 공습작전을 위해 해군항공본부의 지원을 받았다. 다른 이명으로는 제국 해군(帝国海軍), 구일본 해군(旧日本海軍), 구제국 해군(旧帝国海軍)으로도 불린다.

## 기원
일본 해군의 기원은 아시아 근해에서 타 국가들과 관계를 맺었을 때에서 찾아볼 수 있는데, 이는 중세부터 대항해시대 유럽 열강과 문물 교류가 일어났던 16세기와 17세기에 가장 활발하였다.
에도 시대의 쇄국 정책아래 다시 활동이 시들한 200년이 지난 후 1854년 미국의 간섭으로 다시 문호를 개방하게 되자 일본의 해군은 비교적 낙후되어 있었다. 메이지의 급속한 근대화, 산업화 그리고 일본 황제의 중앙 권력 집권에 힘입어 일본 해군은 1920년경 세계에서 세 번째로 큰 해군으로 성장하며 제2차 세계 대전때에는 가장 근대화한 해군으로 탈바꿈하였다. 일본 해군은 1895년 청일전쟁과 1905년 러일전쟁에서 승승장구하였으나 제2차 세계대전에서 미국 해군과 동맹국들의 공세하에 거의 전멸하여 종전과 함께 해체되었다.

### 쇄국과 서양학문
1640년부터 200년 이상 일본은 '사코쿠'(쇄국)정책을 선택했다. 서양과의 접촉을 금하고 기독교도를 박멸하고 대양으로 나갈 수 있는 배의 건조를 금지했다. 위반 시에는 죽음의 형벌이 주어졌다. 그러나 나가사키 만의 데지마 섬을 통해 서양의 기술과 과학 혁명에 관계된 대량의 지식이 전해질 수 있었다(데지마: 네덜란드와 교류하던 섬. 일본과 고립시켜 놓음). 서양에 대한 학문, 즉 란가쿠(蘭學, 화란 즉 네덜란드학. 한국의 서학과 비슷한 말)를 통해 일본은 해양 과학 관련 영역에서 최신의 정보를 유지했다. 지도 제작법, 광학, 기계공학 같은 것을 받아들였다. 서양 조선 기술을 본격적으로 연구하기 시작한 것은 1840년대 후기 도쿠가와 쇼군 시대부터다.

### 쇼군의 초기 해군 현대화
1853년과 1854년 미국의 해군 함대사령관 매슈 캘브레이스 페리는 최신의 증기동력 전함으로 무력시위를 하였다. 페리는 마침내 1854년 〈가나가와 조약〉을 통해 일본이 개항하여 무역을 할 수 있게 하였다. 곧이어 1858년 〈미일 화친 조약〉이라는 불평등 조약을 통해 외국인 거류지를 설정하고 외국상품에 대한 최소 관세만을 부과하게 했다.
일본이 외국의 영향을 받아들이는 것에 동의하자마자 에도 막부는 서양의 해양 기술을 소화하려는 능동적인 정책을 개시했다. 1855년 네덜란드의 도움으로 쇼군은 첫 번째 증기동력 전함인 '간코마루'를 손에 넣었다. 이 전함을 훈련과 '나가사키 해군 훈련소'를 설립하는 데 이용한다. 1857년에는 첫 번째 스크류 추진 증기동력 전함 '간린마루'를 얻는다. 막부의 초기 해군 양성 시도는 나가사키 해군 전습소, 고베 해군 훈련소, 쓰키치 군함조련소 등의 설립으로 이어졌다. 이후 해군 훈련생들은 서양의 해군 학교에 보내져 공부를 하게 된다. 에노모토 다케아키(1862~1867년 네덜란드에서 공부), 도고 헤이하치로, 야마모토 이소로쿠 등 해외유학파 지도자의 전통이 시작되었다.
벌써 1863년 외국에 문호개방을 시작한 지 10년도 안되어 일본은 첫 번째 국내 건조 군함 '지요다가타'를 완성한다. 1865년에는 프랑스의 기술자 레온세 베르니를 고용하여 일본 최초의 근대적 해군 병기창을 요코스카와 나가사키에 건설한다. 1867년에서 1868년사이 트레이시(Tracey) 함장이 이끄는 대영제국해군 사절단이 일본에 보내져 해군 건설과 쓰키지의 해군학교 조직화를 돕는다.
1867년에 대정봉환으로 에도 막부가 끝날 때까지 도쿠가와 해군은 아시아 최대였고, 8척 내외의 증기동력 전함을 보유했다. 기함은 '가이요마루'함이었다. '가이요마루'함은 보신 전쟁 중에 에노모토 제독의 지휘로 천황 찬성파가 사용했다. 이 전쟁은 1869년 하코다테 해전에서 정점에 이른다. 이 해전은 일본 최초의 대규모 현대적 해전으로 여기서 도쿠가와 군이 패하고 존황파가 승리한다. 혁명적인 프랑스 철갑 전함 코테쓰는 원래 도쿠가와 측에서 주문된 것이었으나 천황파에 납품되어 이 해전을 끝내는 데 결정적인 역할을 한다.

## 창설
1868년부터 천황 중심 체제의 천황이 된 메이지 천황은 일본으로 쇄도하는 미국과 유럽 열강으로부터 일본을 지키기 위해 일본의 산업화와 군사화를 계속 진행했다. 1868년 1월 17일 병부성(兵部省)이 만들어졌고, 이와쿠라 도모미, 시마즈 다다요시, 고마쓰노미야 아키히토 왕자가 장관이 되었다.
1868년 3월 26일 첫 번째 해군 사열이 오사카에서 열렸다. 사가, 조슈, 사쓰마, 구루메, 구마모토, 히로시마 지역에서 온 6척의 배가 참가하였다. 이 배들의 총 배수량은 2,250톤으로, 프랑스 해군에서 참여한 배 한 척의 배수량보다 작았다. 1869년 7월 제국해군이 공식적으로 창설되었다. 보신 전쟁 2개월 후의 일이었다.
1869년 7월 각 지역의 해군은 해체되고 11척의 배가 폐지된 도쿠가와 막부 해군에 추가되어 제국해군을 형성하는 데 중심이 된다. 1872년 2월 병부성은 육군성과 해군성으로 바뀐다. 1873년 10월 가쓰 가이슈가 해군경(海軍卿)이 된다. 새 정부는 200척의 배로 10개의 함대를 만든다는 야심찬 계획의 초안을 만든다. 이 계획은 자원 부족으로 1년도 안 되어 폐기된다.

### 최초의 해외 분쟁 개입(타이완1874, 조선 1875~1876)
1875년 일본 제국 해군의 군선(軍船)인 운요호(雲揚號, 운양호)가 조선 해안 탐사를 빙자해 강화도와 영종도를 습격하고 민간인 학살과 약탈, 방화 등의 만행을 저지렀다.

### 프랑스 주네 에콜의 영향
1880년대, 프랑스는 더 큰 단위의 적에 대항하여 순양함이나 어뢰정 같은 작고, 빠른 전함을 지지하는 주네 에콜(청년학파)이라는 독트린으로 인해 주도적인 영향을 끼쳤다.

### 영국의 조선 기술
영국은 영일동맹으로 돈독해진 사이를 일본제국에 공고급 전함을 통해 알 수 있는데 1번함인 공고는 영국에서 건조되어 일본으로 인도되었으며 2번함인 히에이의 건조에는 기술자를 파견, 건조를 돕도록 하는 등의 편의를 봐주었다.

## 청일 전쟁(1894~1895)
일본은 해군의 현대화를 계속하고 있었다. 이 때에 중국도 외국과의 협력으로 강력한 함대를 건설하고 있었는데, 특히 독일의 협력이 컸다. 또 조선에서의 지배력을 두고 청나러와 일본의 긴장이 고조되어 1894년에 전쟁이 일어났는데 그 전에 얼마간의 해상전투가 벌어져 일본 해군은 압록강의 입구에서 황해 해전을 통해 청의 북양함대를 격파했다. 청의 함대는 12척의 전함 중 8척을 잃었다.
- 항목

## 의화단 운동제압(1900)
의회단 운동을 제압하였다.

## 러일전쟁(1904~1905)
막강한 전투력을 갖추고 현대화한 일본제국 해군은 러시아제국의 태평양 함대를 황해 해전과 울산 해전을 거치며 격파한 뒤 피로에 지친 러시아제국 발트 함대를 전멸시켰다.

## 자립적인 해군으로
일본은 강력한 해군 산업을 건설하기 위한 노력을 계속했다. '베끼고 개선하고 혁신한다'는 전략에 따라 다양한 설계의 외국 선박이 깊이있게 분석되었고 사양은 개선되었다. 또 비교 시험과 개선을 조직화하기 위해 선박을 쌍으로 구매하였다. 수년에 걸쳐 모든 급의 배들을 수입하여 점차 일본내 조립으로 그 다음에는 완전한 일본 내 생산으로 전환하였다. 1880년대 어뢰선이나 순시선 같은 작은 배부터 시작하여 1900년대 초에 와서는 모든 전함의 일본 내 생산이 완료되었다. 마지막 구매는 1913년 전함 '콩고'의 구매를 비커스(Vickers)조선소에서 했을 때였다. 1918년경에는 일본의 조선기술이 세계적인 수준에 도달하게 된다. 1920년까지 일본 해군은 세계에서 3번째 규모의 해군이 되었고 해군 발전의 여러면에서 지도적 위치였다.
기술적인 측면
- 1905년 쓰시마 해전에서 무선 전신을 세계 최초로 실전에서 사용하다.
- 1906년 전함 사쓰마를 진수시키다. 당시 세계 최대의 전함이다. 또한 최초로 'all-big-gun' 개념으로 설계, 건조되었다.

'all big gun' 개념: 종래의 전함은 각각의 포가 각각의 사수가 거리, 방향 등을 조정하여 쏘았다. 함포가 점점 장거리화 됨에 따라 함교에서 일괄적으로 지휘하여 쏘는 것이 더 강력하다는 개념이다.
- 1905년에서 1910년 사이 전함의 국내 건조를 시작하다. 1906년 전함 사쓰마의 80% 부품은 영국산이었으나 1910년의 다음 전함 카와치는 20%만이 수입 부품이었다.

## 제1차 세계대전
1차 세계대전 당시, 일본 해군은 영국과 미국을 비롯한 연합군을 도와, 지중해에서 수송 호위 임무를 수행하였으며,또한 칭다오 공성전에 대영제국의 해군과 함께 하였는데, 일본 해군은 칭다오의 항만을 봉쇄하기도 하였으며, 태평양에서도 활약하였다.

## 1918년 ~ 1939년 제2차 세계대전이전
일본 해군은 1922년에 세계 최초로 항공모함으로서 설계되고 건조해서 호쇼를 취역한다. 그 이후에 카가,아카기,즈이카쿠등 여러 항공모함들을 건조했다. 

## 제2차 세계대전
제2차 세계대전 중 일본 해군은 해군성에서 관리되었고, 대본영 군령부의 수장이 지휘하였다. 수적으로 우세한 미국 해군과 맞서 제국해군은 질적 우세를 위해 많은 자원을 투입했다. 결과적으로 제2차 세계대전 초기 일본은 세계에서 가장 최신의 해군을 가지게 되었다. 공격적인 전술의 신속한 성공에 승부를 거는 바람에(만하니안 독트린과 '결정적 전투'의 유혹에서 기인한), 일본은 이렇다할 방어조직에 투자할 수 없었다. 일본은 긴 행렬의 선단을 적의 잠수함으로부터 보호할 필요가 있었다. 특히 대잠수함전의 중요한 임무에는 투자를 많이 못해 이에 맞는 특화된 훈련과 뒷받침할 조직이 없었다. 이들은 항공모함을 호위하는 역할을 했다.
일본 제국해군은 전쟁 초기의 그들의 성공을 즐겼다. 그러나 해군, 항공력의 개선과 막대한 산업 총량을 통해 미군은 결국 우위에 섰다. 교역을 보호하기 위해 일본은 마지못해 잠수함 선단을 사용했던 점과 병참에 실패했던 것도 일본의 패인 중 하나이다.

### 전함
일본은 전함에 치중하기를 계속하고 당시 세계에서 가장 크고 강력한 전함을 만드는 데 전력하였다. 일본의 수많은 전함들은 모두 제1차 세계 대전형 전함이기에 일본은 현대에 걸맞은 전함으로 개량, 보수 작업을 하였지만 연합국이 제공권을 얻었기에 대공포를 잔득붙혀도 막을 수 없었다. 야마토함은 일본 역사상 가장 크고 중무장한 전함으로 1941년 진수되었다. 야마토함의 자매함으로는 무사시함, 야마토급 전함의 3번 함인 시나노는 항공모함으로 진수하였다(시나노는 엄청난 크기의 항공모함으로 시나노 극비로 제작되 일본해군의 대부분의 장교들에게도 알려지지 않았다).만약 실제로 전함으로 미국과 포격전을 했다면 이겼을 가능성이 있었지만 당대 전함은 항공모함에게 주도권을 넘긴 상태였다.
제2차 세계대전 후반에는 많은 격전이 있었다. 1942년 11월 15일 과달카날 전투에서는 미국의 전함 사우스다코타호와 워싱턴호가 일본의 전함 키리시마를 파괴했다. 1944년 10월 25일 레이테만 전투에서는 미해군 7함대의 제시 올덴돌프 제독이 이끄는 6척의 전함이 가라앉고 있는 니시무라 쇼지(西村祥治) 제독의 전함, 야마시로호와 후소호에 발포하였다. 사실 두 전함은 그 전에 구축함에 의해 움직일 수 없는 상태였다.
그럼에도 불구하고 1944년 10월 25일 레이테만 전투 중 이루어진 사마르 해전(Battle off Samar)에서 불충분한 무장에도 불구하고 전함이 아직 유용하다는 것을 보여주었다.

### 항공모함
제2차 세계대전 때 일본해군엔 18척의 항공모함이 있었다. 미드웨이 해전에서 일본은 4척의 항공모함을 잃게 되고 종전 이후 건조 중이던 항공모함들은 모두 건조가 중단되어 폐기되었다. 당시의 일본 해군은 동급함인 1번함 야마토, 2번함 무사시, 3번함 시나노를 건조 중이었는데 3번함 시나노호가 항공모함으로 전용하기로 한다. 그러나 본래의 시나노는 전함을 목표로 하던 함이기에 항공기 탑재량이 많지 못했다. 그리하여 처음에는 항공기 수리 용도로 사용되었지만 전황이 불리하게 돌아가자 공격 항공모함으로 변모하였으나 이 거대 항공모함 시나노는 3척의 구축함과 함께 추가장비 설치를 위해 3척의 구축함으로 이동중 아베제독의 판단미스로 미 잠수함의 공격을 받아 침몰했다

### 특별공격대
일본은 미국으로부터 종전 협상을 끌어내어 현 천황정부를 유지하기 위해 가미카제(神風) 특공대를 조직하였다. 원래 바로 전함에 박지 않고 대공포에 의해 멀리가지 못할 경우에 박는거였다.

### 잠수함
일본은 미국의 보급항로를 끊기위해 잠수함 작전을 실행하였다. 실제로 많은 성과를 거두기도 하였다. 일본은 세계 최초로 함재기를 탑재할 수 있는 이400형 잠수함을 만들었다. 이 잠수함은 미군 함대가 집결되어 있는 울리시 환초 기습작전 수행 도중, 일본이 항복을 하여 연합군에 의해 노획되었다.

## 계급장

### 금장

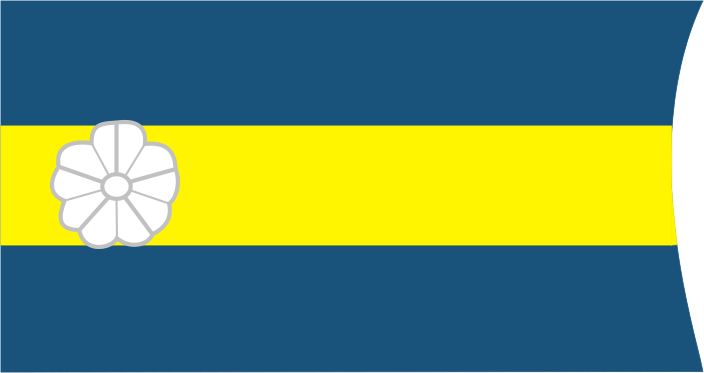
소위
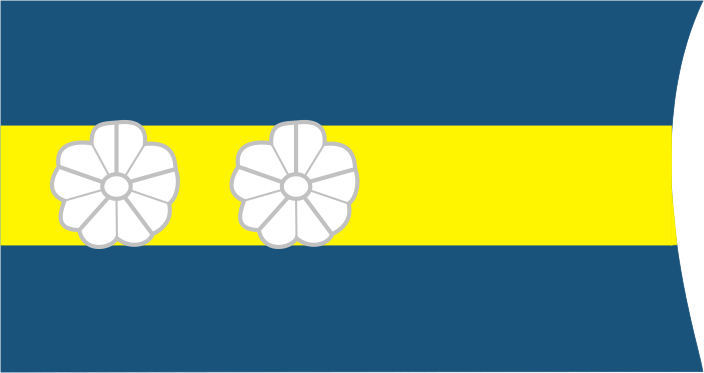
중위
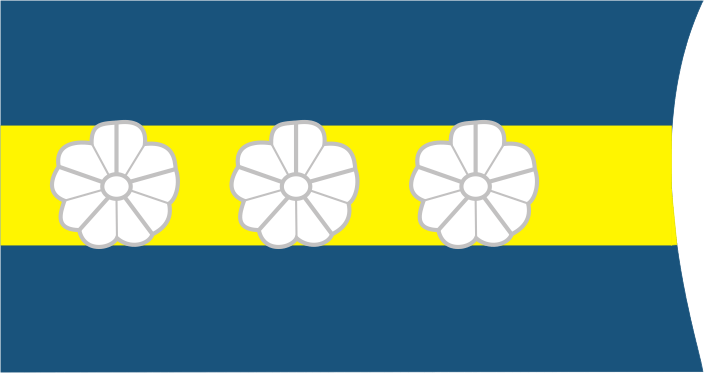
대위
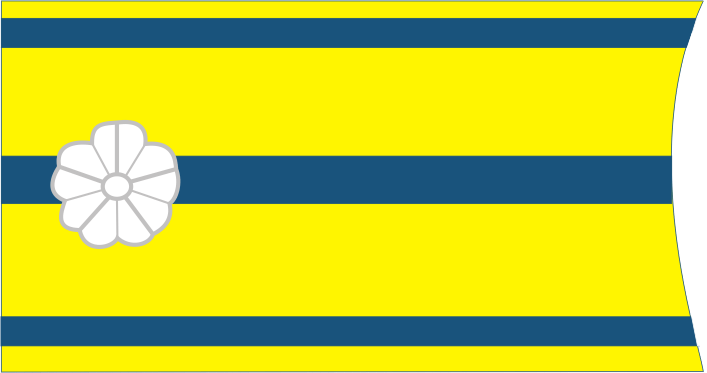
소좌(소령)
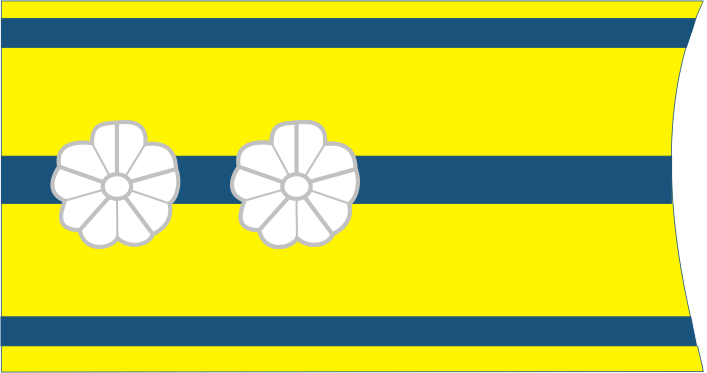
중좌(중령)
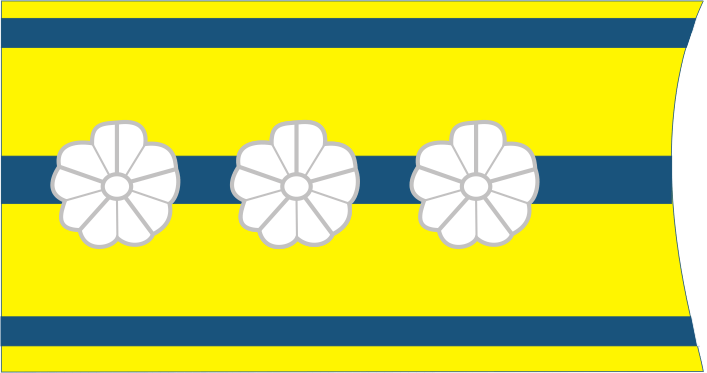
대좌(대령)
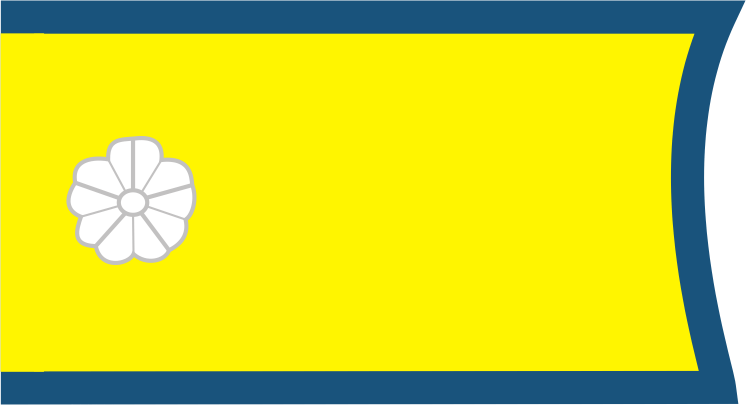
소장
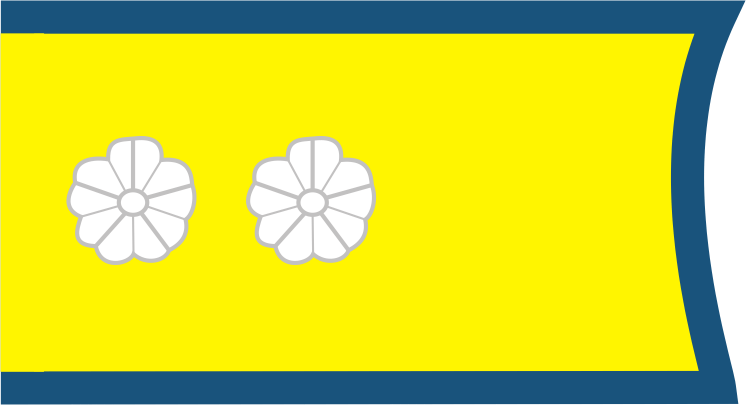
중장
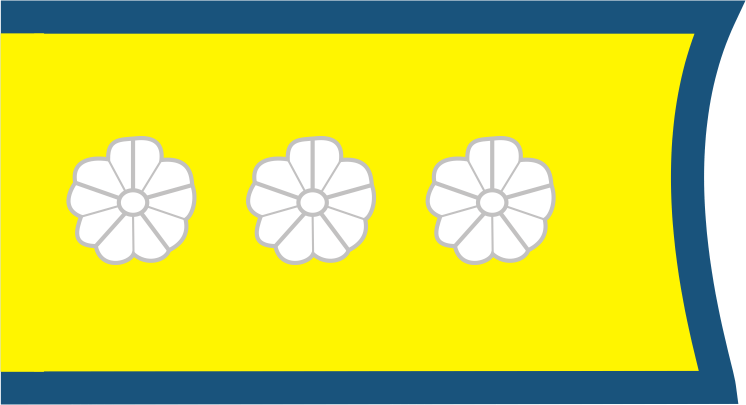
대장
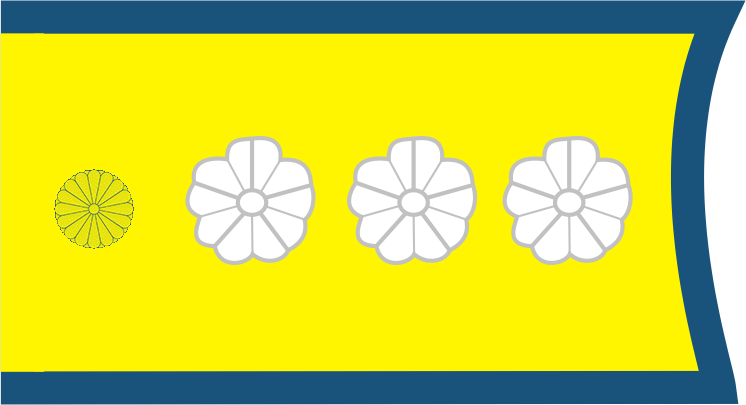
대원수 (천황)

### 수장
병사

이등수병(이등병)
일등수병(일등병)
상등수병(상병)
수병장(병장)
이등병조(하사)
일등병조(중사)
상등병조(상사)

장교

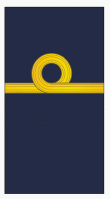
소위
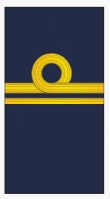
중위
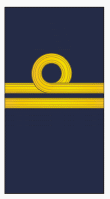
대위
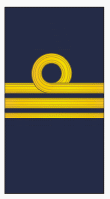
소좌(소령)
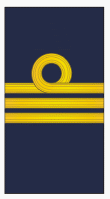
중좌(중령)
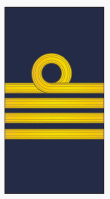
대좌(대령)
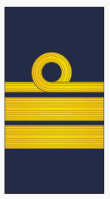
소장
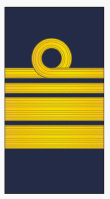
중장
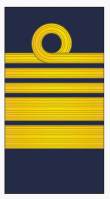
대장
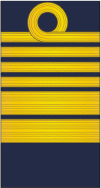
대원수 (천황)

## 출신 유명 인물
- 겐다 미노루
- 나가노 오사미
- 나구모 주이치
- 도고 헤이하치로
- 도모나가 조이치
- 도요다 소에무
- 미카와 군이치
- 사이토 마코토
- 사카이 사부로
- 시마다 시게타로
- 야나기모토 류사쿠
- 야마구치 다몬
- 야마모토 곤노효에
- 야마모토 이소로쿠
- 이노우에 시게요시
- 후시미노미야 히로야스
- 후치다 미쓰오

## 일본 제국 해군의 기지
1875년, 일본 연안을 동ㆍ서로 나눠 양 지휘관의 아래에 두었고, 1876년, 동해, 서해 두 곳에 진수부를 설치하기로 했다. 동해 진수부가 먼저 요코하마에 가설되었고, 1884년 요코스카로 이전하여 요코스카 진수부라고 개칭하였다.
1886년, 일본의 연안을 5해군구로 나누고 각 해군구에 진수부와 군항을 설치하게 되었다. 요코스카 외에, 1889년에 구레 진수부와 사세보 진수부, 1901년에는 마이즈루 진수부가 개청했다. 그러나 당초 예정되어 있던 무로란의 설치는 1903년에 중단되었다. 1905년에는 여순구 진수부가 설치되었으며, 1906년 ‘여순 진수부’라고 개칭하였다가 1914년 폐지되었다.
군항보다 한 단계 낮은 요항에는 요항부 또는 경비부가 설치되었다.

### 군항
- 요코스카 진수부
- 마이즈루 진수부
- 사세보 진수부
- 구레 진수부
- 여순구 진수부

### 요항
- 다케시키 요항부
- 다카오 경비부
- 여순 경비부
- 오사카 경비부
- 오미나토 경비부
- 진해 경비부

## 일본 자위대
연합국 측에 일본이 항복한 뒤에 일본 제국군대는 1947년 새 헌법에 의해 해산되었다. 이 새 헌법에는 "일본 인민은 국가 주권인 전쟁과 해외 분쟁의 해결책으로서의 군사적 위협과 군사력 사용을 영원히 포기한다."라고 되어있다. 일본의 해군력은 자위대의 우산 아래로 들어가 해상자위대로서 존재한다.

## 같이 보기
- 해군병학교
- 일본 제국 해군 함정 목록
- 일본군
  - 일본 제국 육군
    - 관동군
    - 남방군
    - 조선군
- 일본의 전쟁범죄
- 일본 해상자위대
- 일본 제국주의
- 대동아공영권
- 쇼와 천황의 전쟁책임